# Władysław Kotaba
Władysław Kazimierz Kotaba, także Walter Kotaba (ur. 16 lutego 1943) – amerykański przedsiębiorca pochodzenia polskiego, właściciel telewizji „Polvision”, Polskiego Radia 1030 AM i „Radia Alex”, konsul honorowy Łotwy w Łodzi.

## Życiorys
W 1960 ukończył naukę w warszawskim VI Liceum Ogólnokształcącym im. Tadeusza Reytana, a po maturze wyjechał wraz z matką do Stanów Zjednoczonych. Tam ukończył studia w College of Business na Uniwersytecie Illinois (1968–1972). W latach 60. jego firma spedycyjna była jednym z największych pośredników wysyłanych do Polski paczek. Utworzył także sieć biur podróży Polamer, Polskie Radio 1030 AM, nadające w Illinois, Nowym Jorku i Connecticut, oraz własną polskojęzyczną telewizję „Polvision”, której właścicielem został w 1989 i która całą dobę nadawała program z Sears Tower, a od 2013 z Trump Tower. „Polvision” retransmituje m.in. programy informacyjne telewizji Polsat i Trwam, a także materiały z należącego do Kotaby podhalańskiego „Radia Alex”.
Jest założycielem Fundacji Kultury Europejskiej w Stanach Zjednoczonych, w ramach której promował polskie kabarety i zorganizował ponad 1000 spektakli. Od 1999 jest konsulem honorowym Łotwy w Łodzi. W 2003 r. znalazł się na liście 25 najbogatszych polonijnych biznesmenów na świecie tygodnika „Wprost”. Jest także właścicielem agencji celnej Polamer Cargo Service Sp. z o.o. oraz huty szkła „Wanda” w Siemianowicach Śląskich i prezesem Polnet Communications. 

## Życie prywatne
Władysław Kotaba mieszka w Chicago. Jego syn, Władysław Kotaba jest prezesem polskiej firmy spedycyjnej Polamer Sp. z o.o.

## Odznaczenia
- Krzyż Oficerski Orderu Zasługi RP – Polska, 2013[11]
- Krzyż Kawalerski Orderu Zasługi RP – Polska, 2005[12]
- Odznaka honorowa „Zasłużony dla Kultury Polskiej”[1]